# Ténès Lahdar

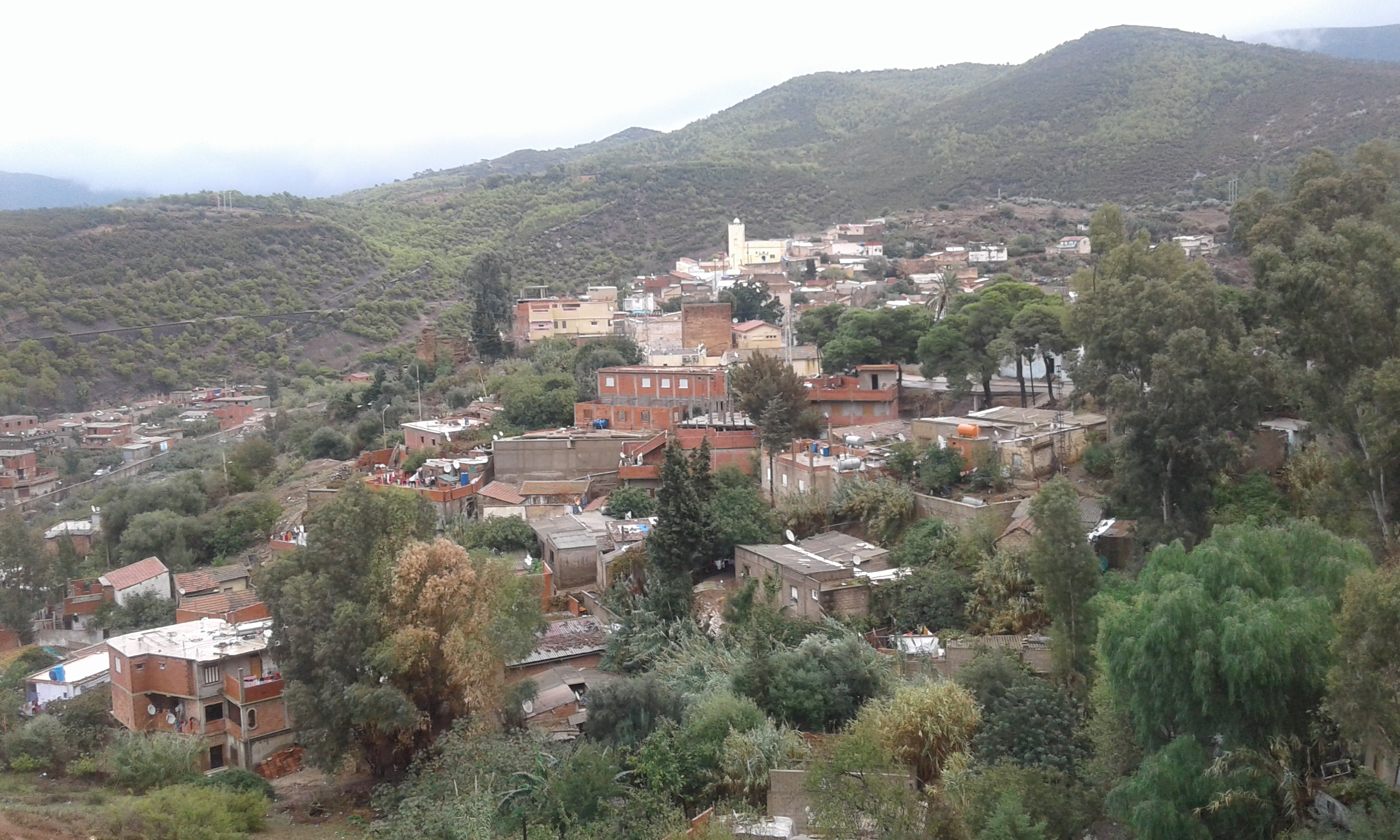
Photo de Ténès Lahdar en 2016

Ténès Lahdar, ou vieux Ténès, correspond à la partie ancienne de la ville de  Ténès ; fondée au IXe siècle par des marins andalous. La cité fut peuplée alors essentiellement pas des Andalous et des Berbères. Elle fut placée sous le commandement d'un prince soleimanide, un certain Ibrahim Ben Mohamed ben Solaiman. 
Cette médina est connue pour sa mosquée Sidi Bou Maiza bâtie au IXe siècle.